# Premierzy Etiopii
| Osoba                                                 | Osoba   | Osoba                                        | Kadencja          | Kadencja         | Partia polityczna                               |
| #                                                     | Portret | Imię i nazwisko                              | Od                | Do               | Partia polityczna                               |
| ----------------------------------------------------- | ------- | -------------------------------------------- | ----------------- | ---------------- | ----------------------------------------------- |
| Cesarstwo Etiopii                                     |         |                                              |                   |                  |                                                 |
| 1                                                     |         | Habte Gijorgis (1851–1927)                   | 1909              | 1927             | bezpartyjny                                     |
| 2                                                     |         | Ras Tafari Makonnen (1892–1975)              | 1927              | 1 maja 1936      | bezpartyjny                                     |
| 3                                                     |         | Wolde Tzaddick                               | 1 maja 1936       | 14 maja 1942     | bezpartyjny                                     |
| 4                                                     |         | Mekonnyn Yndelkaczeu (1890–1963)             | 14 maja 1942      | 1 listopada 1957 | bezpartyjny                                     |
| wakat (1 – 27 listopada 1957)                         |         |                                              |                   |                  |                                                 |
| 5                                                     |         | Abbebe Aregay (1903–1960)                    | 27 listopada 1957 | 17 grudnia 1960  | bezpartyjny                                     |
| –                                                     |         | Imru Haile Selassie (1892–1980)              | 14 grudnia 1960   | 17 grudnia 1960  | bezpartyjny                                     |
| wakat (17 grudnia 1960 – 17 kwietnia 1961)            |         |                                              |                   |                  |                                                 |
| 6                                                     |         | Aklilu Habte-Ueld (1912–1974)                | 17 kwietnia 1961  | 1 marca 1974     | bezpartyjny                                     |
| 7                                                     |         | Yndelkaczeu Mekonnyn (1927–1974)             | 1 marca 1974      | 22 lipca 1974    | bezpartyjny                                     |
| wakat (22 lipca – 3 sierpnia 1974)                    |         |                                              |                   |                  |                                                 |
| 8                                                     |         | Mikael Ymru (1929–2008)                      | 3 sierpnia 1974   | 12 września 1974 | bezpartyjny                                     |
| Derg                                                  |         |                                              |                   |                  |                                                 |
| urząd zniesiony (12 września 1974 – 10 września 1987) |         |                                              |                   |                  |                                                 |
| Ludowo-Demokratyczna Republika Etiopii                |         |                                              |                   |                  |                                                 |
| 9                                                     |         | Fikre Selassie Wogderess (1945–2020)         | 10 września 1987  | 8 listopada 1989 | Etiopska Partia Robotnicza                      |
| —                                                     |         | Hailu Yimenu (?–1991) pełniący obowiązki     | 8 listopada 1989  | 26 kwietnia 1991 | Etiopska Partia Robotnicza                      |
| —                                                     |         | Tesfaye Dinka (1939–2016) pełniący obowiązki | 26 kwietnia 1991  | 6 czerwca 1991   | Etiopska Partia Robotnicza                      |
| Rząd Przejściowy Etiopii                              |         |                                              |                   |                  |                                                 |
| —                                                     |         | Tamrat Layne (1955–)                         | 6 czerwca 1991    | 22 sierpnia 1995 | Etiopski Ludowo-Rewolucyjny Front Demokratyczny |
| Federalna Demokratyczna Republika Etiopii             |         |                                              |                   |                  |                                                 |
| 10                                                    |         | Meles Zenawi (1955–2012)                     | 23 sierpnia 1995  | 20 sierpnia 2012 | Etiopski Ludowo-Rewolucyjny Front Demokratyczny |
| 11                                                    |         | Hajle Marjam Desalegne (1965–)               | 20 sierpnia 2012  | 2 kwietnia 2018  | Etiopski Ludowo-Rewolucyjny Front Demokratyczny |
| 12                                                    |         | Abiy Ahmed Ali (1976–)                       | 2 kwietnia 2018   | nadal            | Etiopski Ludowo-Rewolucyjny Front Demokratyczny |